# Ledina
Ledina este o localitate din comuna Sevnica, Slovenia, cu o populație de 248 de locuitori.